# 弗里宗
弗里宗（法語：Frizon，法語發音：[fʁizɔ̃] ⓘ）是法国大东部大区孚日省的一个市镇，位于该省中北部，省会埃皮纳勒市区以北，属于埃皮纳勒区和埃皮纳勒城市圈公共社区。该市镇的总面积为11.75平方公里，海拔在397至381米之间。

## 地理
弗里宗（48°17'8"N, 6°21'49"E）面积11.75 平方千米，位于法国大東部大區孚日省，该省份为法国东北部内陆省份，北起默兹省和默尔特-摩泽尔省，西接上马恩省，南至上索恩省和贝尔福地区省，东临上莱茵省和下莱茵省。
与弗里宗接壤的市镇（或旧市镇、城区）包括：伊涅、马兹莱、诺姆西、勒涅、圣瓦利耶、万塞、贝特涅圣布里斯、布克西埃奥布瓦、塔翁莱孚日。

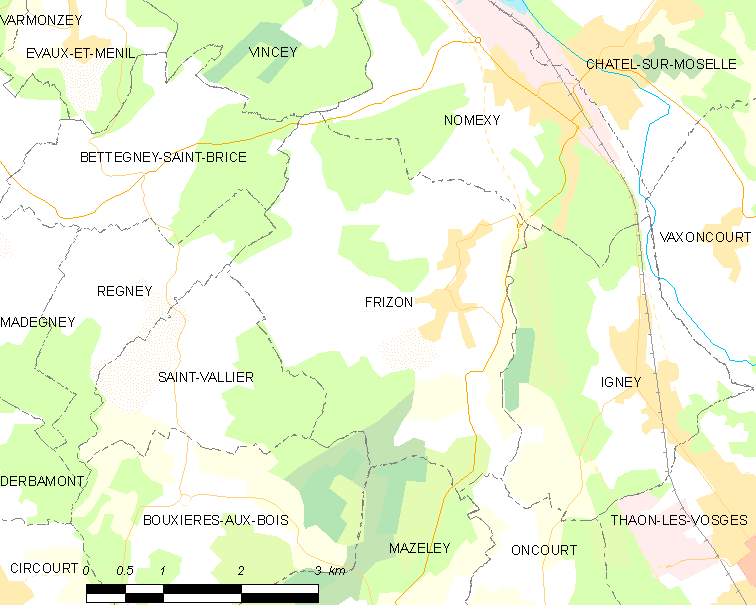
弗里宗的OSM定位图

弗里宗的时区为UTC+01:00、UTC+02:00（夏令时）。

## 行政
弗里宗的邮政编码为88440，INSEE市镇编码为88190。

## 政治
弗里宗所属的省级选区为戈尔贝县。

## 人口

1962-2008年间弗里宗人口变化图示

弗里宗于2022年1月1日时的人口数量为484人。